# آرگینا، ارمنستان
آرگینا (به ارمنی: Արգինա) یک روستا در ارمنستان است که در استان آرماویر واقع شده‌است. آرگینا در ۳۸ کیلومتری شمال غرب آرماویر، مرکز استان آرماویر واقع شده‌است.

## خصوصیات
آرگینا ۵۴۷ نفر جمعیت دارد و در ارتفاع ۱۲۵۵ متر بالاتر از سطح دریا قرار گرفته‌است.
| سال   | ۱۹۸۹ | ۲۰۰۱ | ۲۰۰۴ |
| جمعیت | ۴۹۸  | ۵۴۷  | ۵۰۰  |